# Bärengalle

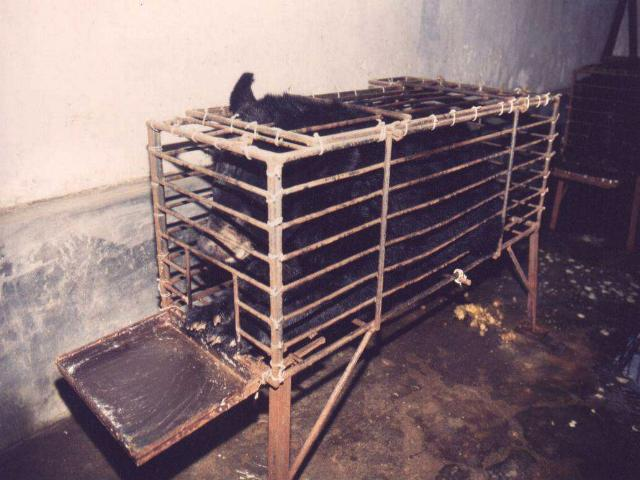
Ein „Gallen-Bär“

Bärengalle ist der Gallensaft der Bären und wird in der traditionellen chinesischen Medizin (TCM) zur Behandlung von Augen- und Leberbeschwerden verwendet.

## Wirkstoff
Der Wirkstoff der Bärengalle ist die Ursodeoxycholsäure (UDCA), die, synthetisch hergestellt, auch in der westlichen evidenzbasierten Medizin zur Auflösung von kleinen Gallensteinen und zur Behandlung einer Reihe von Lebererkrankungen eingesetzt wird.

## Herstellung
Bärengalle wird in China und anderen ost- und südostasiatischen Staaten vorwiegend durch das „Melken“ von Bären gewonnen. Die Tiere werden auf Bärenfarmen in engen Käfigen gehalten; über einen – in der Regel ohne Betäubung – chirurgisch implantierten Kunststoff- oder Stahlkatheter wird die Galle am lebenden Tier gewonnen. Das bear farming wurde in den 1980er Jahren von China aus Südkorea übernommen, um die Jagd nach wild lebenden Bären einzudämmen.
Ein Bär kann jährlich etwa zwei Kilogramm getrocknete Bärengalle geben, wobei der Gallensaft zwei Mal täglich abgezapft wird. Insgesamt produzieren die Bärenfarmen jährlich etwa 7.000 Kilogramm Bärengalle.
Trotz des Handelsverbots mit Bärenprodukten im Washingtoner Artenschutz-Übereinkommen und der Tatsache, dass der enthaltene Wirkstoff Ursodeoxycholsäure (UDCA) synthetisch hergestellt werden kann (die westliche Medizin setzt jährlich 200 Tonnen synthetisches UDCA ein), führt die steigende Nachfrage nach TCM zu einem weiteren Anwachsen der Zahl von Bärenfarmen.
Gegenüber der World Animal Protection (WPA) bestätigten chinesische Artenschutzbeamte, dass in China mittlerweile etwa 9.000 Bären auf 170 Bärenfarmen gehalten werden. In Vietnam hingegen, wo Gewinn und Verkauf von Bärengalle verboten sind, ist die Zahl der Kragen- und Malaienbären auf Bärenfarmen rückläufig (von 4.500 in 2005 auf 1.250 in 2015).

## Verwendung
In der traditionellen chinesischen Medizin (TCM) wird Bärengalle für Folgendes eingesetzt und auch durch das staatlich-amtliche Arzneibuch Chinas Bärengalle empfohlen:
- „beseitigt Hitze in der Leber“
- „schafft Erleichterung bei Krämpfen und krampfartigen Anfällen“
- „verbessert die Sehschärfe“
- „entfernt Hitze und giftige Stoffe“

28 Arten von in China patentierten Medikamenten enthalten Bärengalle.
Auch die getrockneten Gallenblasen von erlegten, wild lebenden oder verendeten, auf den Farmen gehaltenen Bären werden in der traditionellen chinesischen Medizin verwendet.
Neben den TCM-Arzneien wird Bärengalle auch u. a. in Shampoos, Gesichtscreme, Halsbonbons oder Zahnpasta angeboten.

## Preise
Die Nachfrage nach Bärengalle ist hoch und steigt weiterhin. Laut Animals Asia Foundation (AAF) kostet in China ein Kilogramm Bärengalle 350 Euro, eine ganze Gallenblase in Südkorea 7.500 Euro.
Nicht zuletzt steigt die Nachfrage nach Bärengalle auch durch den TCM-Boom in Europa. Obwohl der Handel mit Bärenprodukten nach dem Washingtoner Artenschutz-Übereinkommen streng verboten ist und die meisten westlichen TCM-Anwender Bärenprodukte ablehnen, zeigte eine Untersuchung, dass in westlichen Ländern bis zu 75 Prozent der TCM-Medikamente Bärengalle enthalten.
Um den Handel mit Bärenprodukten zu unterbinden, wurde ein Schnelltest zum Nachweis von Bären-Proteinen entwickelt.

## Bärengalle und Tierschutz
Die Haltung von Bären zur Gewinnung von Bärengalle wird von asiatischen und westlichen Tierschutzorganisationen scharf verurteilt. Die Bären werden im Allgemeinen in engen Käfigen gehalten, wo ihnen laut AAI ohne jede Schmerzstillung mit primitivsten Mitteln immer wieder die Bauchdecke durchstoßen wird, so dass die Galle direkt abfließen kann. Die Methode ist unsteril, die Katheter sind schon nach kurzer Zeit verunreinigt und führen zu chronischen, schmerzhaften Infektionen der Tiere im Bauchraum, an denen sie in der Regel nach ein paar Jahren sterben.
Im Zusammenhang mit den 2008 in China stattfindenden Olympischen Spielen wurde die chinesische Regierung in einer überparteilichen Erklärung des Europäischen Parlaments aufgefordert, die Praxis der Gallebärenfarmen zu beenden.